# محكمة دينية (لبنان)
المحاكم الدينية في لبنان هي كناية عن محاكم يلجأ إليها أتباع الطوائف في لبنان في مجالات عدة كالزواج والطلاق والميراث، وهي موجودة بسبب اختلاف الأحكام من طائفة إلى أخرى.